# No es lo mismo
No es el mismo è un album in studio del cantautore spagnolo Alejandro Sanz, pubblicato nel 2003.

## Tracce
1. No es lo mismo – 6:04
2. Hoy llueve, hoy duele – 4:52
3. He sido tan feliz contigo – 3:52
4. Try to Save Your S'ong – 3:42
5. Eso – 4:17
6. Labana – 5:28
7. Sandy a orilla do mundo – 3:27
8. 12 por 8 – 4:40
9. Al olvido invito yo – 4:21
10. Regálame la silla donde te esperé – 4:50
11. Lo diré bajito – 4:33
12. Sí, he cantado mal – 0:21